# Enseignement supérieur au Cameroun

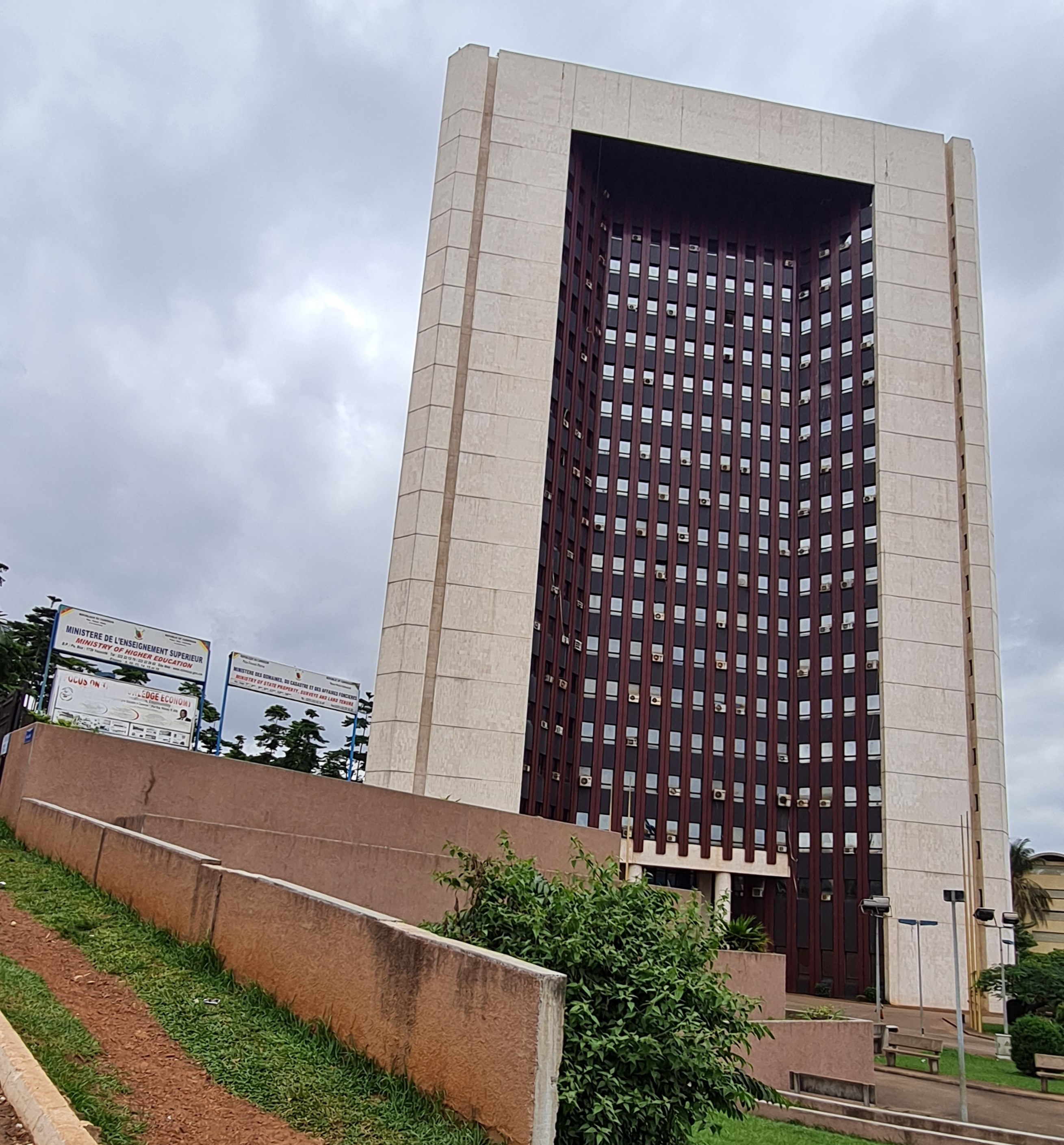
Ministère de l'enseignement supérieur du Cameroun

L'enseignement supérieur public au Cameroun est sous tutelle du ministère de l'Enseignement supérieur (MINESUP). Six des huit universités publiques que compte le Cameroun, celles de Buéa, Douala, Dschang, Ngaoundéré, Yaoundé I et Yaoundé II sont issues de l'éclatement de l'université du Cameroun de Yaoundé de par la réforme de l'enseignement supérieur de 1993. L'Université de Maroua a été créée en 2009 et l'Université de Bamenda en 2010.
Dès la rentrée universitaire 2022-2023, le pays comptera 11 Universités publiques. En effet, lors de son traditionnel discours de fin d'année à la nation le 31 décembre 2021, Paul Biya a annoncé la création de trois nouvelles Universités publiques, à savoir : celle de Bertoua, Ebolowa et Garoua. Cette décision, matérialisée par un décret présidentiel de janvier 2022, a pour objectif de mettre un terme au disparités infrastructurelles entre régions. "Il n'est pas acceptable que certaines régions aient le sentiment d'être laissées sur le chemin tandis que d'autres progressent", a expliqué Paul Biya, lors de son discours du 31 décembre 2021.
Leur mission définie dans l'article 3 du décret 027 de 1993 a été renforcée par la loi d'orientation du 19/01/2001. Elles sont chargées de formation, de recherche scientifique et technique, de l'appui au développement, de la promotion sociale, et de la promotion de la science, de la culture et de la conscience nationale. À ces universités sont généralement rattachés des écoles et instituts spécialisés d'enseignement et de recherches.
L'enseignement supérieur privé est en pleine croissance au Cameroun. De ce fait le pays compte déjà plusieurs universités et instituts supérieurs privés d'enseignement et de recherche.

## Établissements d'enseignement supérieur

### Universités

#### Publiques
Le Cameroun compte 11 universités d'Etat.
- Université de Buéa (Buéa)
- Université de Douala (Douala)
- Université de Dschang (Dschang)
- Université de Ngaoundéré (Ngaoundéré)
- Université de Yaoundé I (Yaoundé)
- Université de Yaoundé II (Soa)
- Université de Maroua (Maroua)
- Université de Bamenda (Bamenda)
- Université de Bertoua (Bertoua)
- Université d'Ebolowa (Ebolowa)
- Université de Garoua (Garoua)

#### Privées
Reconnues par l'État :
- Université des Montagnes de Bangangté
- Université Yaoundé Sud Joseph Ndi Samba
- Université protestante Edwin Cozzens, Ebolowa - Elat
- Université adventiste Cosendai de Nanga-Eboko
- Université catholique d'Afrique centrale, Yaoundé
- Université protestante d'Afrique centrale, Yaoundé
- Université de l'Équateur (Ebolowa)
- Université internationale Jean Paul II, Bafang

Non reconnues par l'État :
- Université internationale de Bertoua (fondée par l'Église catholique)
- Complexe universitaire (ESG-ISTA) Douala

Reconnaissance incertaine, à vérifier:
- The Cameroon Christian University (CCU)
- Catholic University of Cameroon, Bamenda

### Écoles et instituts

#### Publics
- École nationale d'administration et de magistrature (ENAM), Yaoundé
- École nationale supérieure des postes et télécommunications (ENSPT), Yaoundé
- École nationale supérieure polytechnique de Yaoundé
- Faculté de génie industriel (FGI), Douala
- École nationale supérieure polytechnique de Maroua[3], ex-Institut supérieur du Sahel (ISS)[4]
- École normale supérieure de l'enseignement technique de Douala (ENSET), Douala
- École normale supérieure de Yaoundé (ENSY)
- École normale supérieure de Maroua[5] (ENSM)
- École normale supérieure de Bertoua (ENSB)
- Faculté d'agronomie et des sciences agricoles (FASA), Dschang
- École nationale supérieure de travaux publics (ENSTP), Yaoundé
- École militaire inter-Armée (EMIA), Yaoundé
- École nationale supérieure de police, Yaoundé
- École supérieure des sciences et techniques de l'information et de communication de Yaoundé (ESSTIC)
- École supérieure des sciences économiques et commerciales (ESSEC), Douala
- Institut national de la jeunesse et des sports (INJS), Yaoundé
- Institut des relations internationales du Cameroun (IRIC), Yaoundé
- Institut de formation et de recherche démographiques (IFORD, Yaoundé)
- Institut universitaire technologique de Bandjoun (IUT Fotso Victor)
- Institut universitaire technologique de Douala
- Institut universitaire technologique de Ngaoundéré
- École nationale supérieure d'agro-industrie de Ngaoundéré (ENSAI)
- École de géologie et d'exploitation minière de Meiganga (EGEM) situé à 159 km de Ngaoundéré
- Institut de mines et des industries pétrolières de Kaélé (IMIF) situé à 67 km de Maroua
- École supérieure de traducteurs et interprètes de Buea (ASIF : advanced school of translators and interpretors)
- Institut des beaux-arts de Nkongsamba (IBAN)
- Institut des beaux-arts de Foumban (IBAF) (en construction)
- Institut sous-régional de statistique et d'économie appliquée (ISSEA), Yaoundé
- Institut supérieur de technologie médicale (ISTM), Yaoundé
- École des sciences et de médecine vétérinaire (ESMV), Ngaoundéré
- École nationale des eaux et forêts (ENEF), Mbalmayo

#### Privés
* Institut Universitaire des Sciences et Techniques de Yaoundé (IUSTY), / Yaoundé
- Institut JACKY FELLY NAFACK INSTITUT OF TECHNOLOGY (JFN-IT)/ DOUALA
- Institut Universitaire Protestant de Yaoundé, Djoungolo / Yaoundé
- Institut Supérieur des Sciences et Techniques de la Santé / École Privée des Infirmiers et Sage-femme (ISSTS - EPIG) de Garoua
- Institut Universitaire des Grandes Ecoles des Tropiques (IUGET à 3 écoles (ISTTI, SP, SHS), Douala
- Institut PrépaVogt (Ingénierie, Management et Finance, Lettres & Sciences Politiques), Yaoundé

- Classe préparatoire semi-intégrée (Sup'Prepa), Yaoundé
- Complexe universitaire 2IE (INSAM-ISSAS-EFPSA), Douala
- Douala Institute of Technology (DIT), Douala
- École d'ingénierie industrielle de Bangangté (E2İ)
- École privée de formation des personnels sanitaires (EFPSA), Douala
- École supérieure des sciences et techniques de Douala (ESSET), Douala
- Institut Universitaire du Golfe de Guinée (IUG), Douala
- Ecole Supérieure de Gestion (ESG), Douala
- École d'ingénieurs d'Afrique centrale (EINAC), Douala
- Institut Supérieur des Technologies Avancées (IUG/ISTA), Douala
- École supérieure multinationale des télécommunications (ESMT) de Dakar, Yaoundé (représentation au Cameroun)
- Fonab Polytechnic, Bamenda
- Groupe HEC Douala
- Groupe HEC Yaoundé
- Hautes études commerciales (HEC) ; Douala, Yaoundé
- Institut Ucac-Icam (ex IST-AC), Douala
- Institut supérieur de l'informatique et de la communication (ISICOM) ; Douala
- Institut supérieur des traducteurs et interprètes de Yaoundé (ISTI)
- Institut universitaire des sciences technologiques Nanfack, Dschang
- Institut supérieur Kemvouk, Dschang
- Institut universitaire sous-régional bilingue des mines, sciences, technologies, management et formations professionnelles - Yaoundé
- Institut universitaire des sciences pétrolières et de management, Yaoundé (IUSPM)
- Institut de l'entreprise et du management (IME), Douala
- Institut de management et de l'entrepreneuriat (ISEM), Douala
- Institute of management and entrepreneurship (IME), Douala
- ISEIG - Institut des sciences économiques et informatique de gestion, Yaoundé
- Institut Panafricain pour le Développement-Afrique Centrale (IPD-AC), Douala
- Institut supérieur des beaux-arts Cheikh Anta Diop (ISBAC), Yaoundé
- Institut supérieur des affaires et de management (INSAM), Douala
- Institut supérieur des sciences appliquées à la santé (ISSAS), Douala
- Institut Siantou supérieur de Yaoundé
- Institut Samba supérieur de Yaoundé
- Institut supérieur de technologie médicale, Yaoundé (ISTMY)
- Institut supérieur de management du Manengouba, Nkongsamba
- Institut supérieur de technologie et de design industriel, Douala
- Institut supérieur professionnel, Yaoundé
- Institut supérieur de management (ISMA), Douala
- Institut Supérieur de Gestion et de Technologies (ISGET), Douala
- Institut supérieur de l'informatique et du commerce (ISICO), Douala
- Institut supérieur de gestion et d'économie appliquée (SupG'ECO), Bafoussam
- Institut supérieur professeurs réunis
- Institut Supérieur de Bafoussam (ISB), Bafoussam
- ISTG-AC:Institut supérieur de technologie et de gestion d'Afrique centrale
- Institut Supérieur de Technologies Appliquées et de Gestion (ISTAG), Yaoundé
- Institut Supérieur Matamfen (ISMAT), Yaoundé
- PanAfrican Institute for Development-West Africa (PAID-WA),Buea
- PKFokam institute of Excellence, Yaoundé
- Sabena Flight Academy Africa (SFA-A), Douala
- Saint Louis institute of health, Bamenda
- Institut supérieur des management et Sciences Appliquées Hermès (ISMASAH),Yaoundé
- IUC (institut universitaire de la côte)

### Instituts et centres de recherche

#### Publics
- Centre inter-universitaire des technologies de l'information et de la communication ( CITI ), Yaoundé
- Centre africain de recherche et de la formation Sanitaire (CARFOP), Dschang
- Centre régional en agriculture forêt bois (CRESA)
- Centre international de référence Chantal Biya (CIRCB), Yaoundé - Melen
- Centre de recherches Hydraulique du Cameroun (CRHC), Yaoundé
- Institut de recherche agronomique pour le développement (IRAD), Yaoundé
- Institut national de cartographie (INC), Yaoundé
- Institut de recherche médicinale et d'étude des plantes médicinales (IMPM)
- Institut de recherche géologique et minière, Yaoundé
- Mission de promotion des matériaux locaux (Mipromalo), Yaoundé
- Centre national de l'éducation (CNE), Yaoundé
- Comité national de développement des technologies, Yaoundé
- Centre hospitalier de recherche en chirurgie endoscopie et reproduction humaine, Yaoundé

#### Privés
- Institut pour la recherche, le développement socio-économique et la communication (IRESCO), Yaoundé, Mendong
- Institut de finance et de stratégie (IFS), Yaoundé, Mendong

### En construction
- Zone franche universitaire du Cameroun, sur le site de l'école polytechnique de Yaoundé[6]
- Deux universités virtuelles, dont une à vocation sous régionale[7]
- Centres de formation d'excellence, fruit de la coopération entre le Cameroun et la République de Corée[8]
- Cameroon christian university, Bali & Kumba (en cours de construction)
- Institut supérieur d'expertise comptable (Université Yaoundé 2)[9]
- Institut de hautes études commerciales (Université Yaoundé)
- Centre de recherche d’études politiques (Université Yaoundé 2)
- Centre de recherche d’études subsidiaires (Université Yaoundé 2)
- Centre de consultance et du renforcement des capacités institutionnelles (Université Yaoundé 2)
- Université scientifique et culturelle de Maroua
- École supérieure spéciale d’architecture du Cameroun (ESSAC), Yaoundé (Privée)[10]
- Pôle Universitaire des Métiers du Cameroun (P.U.M), Nkongsamba

### Articles liés
- Liste des universités camerounaises
- École nationale supérieure polytechnique de Yaoundé
- École normale supérieure de l'enseignement technique de Douala
- Association pour la défense des droits des étudiants du Cameroun (ADDEC)